# Hana Korytárová
Hana Korytárová (* 20. Oktober 1990 in Nové Zámky) ist eine slowakische Fußballspielerin.

## Karriere

### Verein
Korytárová begann ihre Karriere in ihrer Geburtsstadt mit dem FC Union Nové Zámky. Am 31. Oktober 2005 rückte sie in die erste Mannschaft des Union Nové Zámky auf.  Es folgte viereinhalb Jahre bei der ersten Mannschaft von Nové Zámky, bevor sie am 23. März 2009 zum FK Slovan Duslo Šaľa ging. Nach drei Jahren bei Duslo Šaľa, kehrte sie am 16. März 2012 zu ihren Jugendverein FC Union Nové Zámky zurück.

### Nationalmannschaft
Korytárová A-Nationalspielerin für die Slowakische Fußballnationalmannschaft der Frauen.